# Žalfija
Žalfija (kadulja, čubar, kuš; lat. Salvia) najveći je rod otpornih zimzelenih biljaka iz porodice Lamiaceae ili usnatica, red Lamiales (medićolike). Poznate su po svojoj ljekovitosti i eteričnim uljima koja se proizvode od nekih vrsta. Rod je raširen je po Sredozemlju, u Srednjoj i Južnoj Americi. 
U Hrvatskoj je zastupljeno petnaestak vrsta, a najvažnije su Salvia officinalis (ljekovita kadulja), Salvia sclarea i Salvia triloba. Salvia sclarea rasprostranjena je diljem primorske Hrvatske.
Za cijeli rod kadulja tipično je da imaju dva prašnika.

## Opis
Kadulja, (Salvia), rod je od oko 960 vrsta zeljastih i drvenastih biljaka iz porodice Lamiaceae. Rod je rasprostranjen diljem Euroazije i Amerike, a posebno je raznolik u Srednjoj Americi i u mediteranskoj regiji. Neki su članovi važni kao izvori arome, a mnogi se uzgajaju kao vrtni ukrasi. “Chia” (Salvia hispanica) se komercijalno uzgaja zbog jestivih sjemenki.
Fizički opis
Članovi roda Salvia su zeljaste biljke, grmovi ili podgrmovi i općenito su višegodišnje i aromatične. Listovi mogu biti jednostavni ili složeni i nasuprotno raspoređeni duž četvrtastih stabljika. Cvjetovi su obično cjevasti s dvije usne i samo dva prašnika i nalaze se u završnim cvatovima. Proizvode orašaste plodove. Neke su vrste privlačne kolibrićima, ali većinu oprašuju kukci.
Glavne vrste
Ljekovita kadulja (S. officinalis), drvenasta trajnica koja naraste do 60 cm (2 stope), ima aromatično lišće koje je izvor kulinarskog bilja. Ružmarin (S. rosmarinus, prije Rosmarinus officinalis) je još jedna važna kulinarska biljka i ima mirisne uske listove i male plavkaste cvjetove. Muškatna kadulja (S. sclarea), čije se lišće također koristi za aromatiziranje, viša je dvogodišnja biljka s jakim mirisnim, dlakavim listovima u obliku srca. Njegovi bijeli cvjetovi i lisnati brakteji ispod njih su ružičasti ili ljubičasti. Sve tri vrste porijeklom su iz južne Europe.
Planinska tropska Amerika ima mnogo vrsta žalfije, od kojih je možda najspektakularnija “Wagnerova žalfija” (S. wagneri), ili chupamiel, grm nalik drvetu, porijeklom u blizini planinskih jezera Gvatemale. Dostiže visinu veću od 4 metra (13 stopa) i ima trokutaste šiljke od 30 cm (12 inča) vunasto grimiznih vjenčića koji se otvaraju iz magenta čaški. “Plava kadulja” (S. farinacea) otvara svijetloplave cvjetove nakon kiša u brdima jugozapadne Sjeverne Amerike. Vjerojatno najpoznatija vrsta je jednogodišnja vrtna “grimizna kadulja” (S. splendens) iz Brazila, čiji su blistavi klasovi u kontrastu s tamnozelenim ovalnim lišćem.
Prorokova kadulja (S. divinorum), kolokvijalno poznata kao žalfija, halucinogena je biljka porijeklom iz Meksika. Biljku su kroz povijest koristili šamani za postizanje izmijenjenih stanja svijesti, a popularnost joj je porasla kao rekreacijska droga; lišće se može jesti ili dimiti. Aktivni sastojak, salvinorin A, izaziva intenzivne, ali kratkotrajne učinke, uključujući promjene raspoloženja i tjelesnih osjeta, vizija, osjećaja odvojenosti i promijenjenu percepciju sebe.

## Vrste
Vidi Popis vrsta roda Salvia

## Galerija
- Salvia judaica
- Salvia karwinskii
- Salvia lanceolata
- Salvia leucantha
- Salvia lyrata
- Salvia macrophylla
- Salvia mellifera
- Salvia microphylla
- Salvia nipponica
- Salvia officinalis
- Salvia omeiana
- Salvia patens
- Salvia pratensis
- Salvia regla
- Salvia ringens
- Salvia sagittata
- Salvia sinaloensis
- Salvia spathacea
- Salvia splendens
- Salvia tiliifolia
- Salvia urica
- Salvia verticillata
- Salvia viscosa

## Vanjske poveznice
|  | Zajednički poslužitelj ima još gradiva o temi Salvia |
|  | Wikivrste imaju podatke o taksonu Salvia             |